# Geniculifera cystosporia
Geniculifera cystosporia är en svampart som först beskrevs av Dudd., och fick sitt nu gällande namn av Rifai 1975. Geniculifera cystosporia ingår i släktet Geniculifera och familjen vaxskålar.   Inga underarter finns listade i Catalogue of Life.